# Simpsonovi (7. řada)
Sedmá řada amerického animovaného seriálu Simpsonovi je pokračování šesté řady tohoto seriálu. Byla vysílána na americké televizní stanici Fox od 17. září 1995 do 19. května 1996. V Česku měl první díl z této řady premiéru 25. března 1997 na ČT1 (při prvním českém vysílání měla řada jinou sestavu dílů). Řada má celkem 25 dílů.

## Seznam dílů
| Č. v seriálu | Č. v řadě | Původní název                                                                       | Český název | Režie                | Scénář | Premiéra v USA     | Premiéra v ČR      | Produkční kód |
| ------------ | --------- | ----------------------------------------------------------------------------------- | --- | -------------------- | --- | ------------------ | ------------------ | ------------- |
| 129          | 1         | Who Shot Mr. Burns? (Part Two)                                                      | Kdo postřelil pana Burnse? – část 2. (ČT) Kdo postřelil pana Burnse? 2/2 (Prima) Kdo postřelil pana Burnse? – 2. část (Disney+) | Wes Archer           | Bill Oakley a Josh Weinstein | 17. září 1995      | 22. dubna 1997     | 2F20          |
| 130          | 2         | Radioactive Man                                                                     | Radioaktivní muž | Susie Dietterová     | John Swartzwelder | 24. září 1995      | 29. dubna 1997     | 2F17          |
| 131          | 3         | Home Sweet Homediddly-Dum-Doodily                                                   | Domove, sladký domove | Susie Dietterová     | Jon Vitti | 1. října 1995      | 9. prosince 1997   | 3F01          |
| 132          | 4         | Bart Sells His Soul                                                                 | Bart prodává duši | Wesley Archer        | Greg Daniels | 8. října 1995      | 16. září 1997      | 3F02          |
| 133          | 5         | Lisa the Vegetarian                                                                 | Líza vegetariánkou | Mark Kirkland        | David S. Cohen | 15. října 1995     | 25. března 1997    | 3F03          |
| 134          | 6         | Treehouse of Horror VI                                                              | Speciální čarodějnický díl | Bob Anderson         | John Swartzwelder, Steve Tompkins a David S. Cohen | 29. října 1995     | 24. února 1998     | 3F04          |
| 135          | 7         | King-Size Homer                                                                     | Tlouštík Homer | Jim Reardon          | Dan Greaney | 5. listopadu 1995  | 9. září 1997       | 3F05          |
| 136          | 8         | Mother Simpson                                                                      | Babička | David Silverman      | Richard Appel | 19. listopadu 1995 | 27. října 1997     | 3F06          |
| 137          | 9         | Sideshow Bob's Last Gleaming                                                        | Poslední šance Leváka Boba | Dominic Polcino      | Spike Feresten | 26. listopadu 1995 | 4. listopadu 1997  | 3F08          |
| 138          | 10        | The Simpsons 138th Episod Spectacular                                               | Slavnostní epizoda | Pound Foolish        | Penny Wise | 3. prosince 1995   | 30. prosince 1997  | 3F31          |
| 139          | 11        | Marge Be Not Proud                                                                  | Nemáš se čím chlubit, Marge | Steven Dean Moore    | Mike Scully | 17. prosince 1995  | 23. prosince 1997  | 3F07          |
| 140          | 12        | Team Homer                                                                          | Homerův tým | Mark Kirkland        | Mike Scully | 7. ledna 1996      | 18. listopadu 1997 | 3F10          |
| 141          | 13        | Two Bad Neighbors                                                                   | Dva zlí sousedé | Wes Archer           | Ken Keeler | 14. ledna 1996     | 11. listopadu 1997 | 3F09          |
| 142          | 14        | Scenes from the Class Struggle in Springfield                                       | Výjevy z třídního boje ve Springfieldu (ČT, Prima) Výjevy z třídního boje proti Springfieldu (Disney+)                          | Susie Dietterová     | Jennifer Crittendenová | 4. února 1996      | 25. listopadu 1997 | 3F11          |
| 143          | 15        | Bart the Fink                                                                       | Udavač Bart | Jim Reardon          | námět: Bob Kushell scénář: John Swartzwelder | 11. února 1996     | 2. prosince 1997   | 3F12          |
| 144          | 16        | Lisa the Iconoclast                                                                 | Líza bortí mýty | Mike B. Anderson     | Jonathan Collier | 18. února 1996     | 14. října 1997     | 3F13          |
| 145          | 17        | Homer the Smithers                                                                  | Homer ve službě (ČT, Prima) Homer ve výslužbě (Disney+)                                                                         | Steven Dean Moore    | John Swartzwelder | 25. února 1996     | 6. ledna 1998      | 3F14          |
| 146          | 18        | The Day the Violence Died                                                           | Den, kdy zemřelo násilí | Wesley Archer        | John Swartzwelder | 17. března 1996    | 6. května 1997     | 3F16          |
| 147          | 19        | A Fish Called Selma                                                                 | Ryba jménem Selma | Mark Kirkland        | Jack Barth | 24. března 1996    | 13. ledna 1998     | 3F15          |
| 148          | 20        | Bart on the Road                                                                    | Bart na cestě | Swinton O. Scott III | Richard Appel | 31. března 1996    | 16. prosince 1997  | 3F17          |
| 149          | 21        | 22 Short Films About Springfield                                                    | Dvaadvacet krátkých filmů o Springfieldu                                                                                        | Jim Reardon          | Richard Appel, David S. Cohen, Jonathan Collier, Jennifer Crittendenová, Brent Forrester, Rachel Pulido, Steve Tompkins, Bill Oakley, Josh Weinstein, Matt Groening a Greg Daniels | 14. dubna 1996     | 27. ledna 1998     | 3F18          |
| 150          | 22        | Raging Abe Simpson and His Grumbling Grandson in "The Curse of the Flying Hellfish" | Zuřící dědeček a jeho reptající vnuk (ČT, Prima) Zuřící dědeček (Disney+)                                                       | Jeffrey Lynch        | Jonathan Collier | 28. dubna 1996     | 3. února 1998      | 3F19          |
| 151          | 23        | Much Apu About Nothing                                                              | Mnoho Apua pro nic | Susie Dietterová     | David S. Cohen | 5. května 1996     | 10. února 1998     | 3F20          |
| 152          | 24        | Homerpalooza                                                                        | Homerpalooza | Wesley Archer        | Brent Forrester | 19. května 1996    | 17. února 1998     | 3F21          |
| 153          | 25        | Summer of 4 Ft. 2                                                                   | Simpsonovi na prázdninách | Mark Kirkland        | Dan Greaney | 19. května 1996    | 7. října 1997      | 3F22          |